# Jaromír Dus
Jaromír Dus (27. srpna 1938 Brno – 17. května 2025 Praha) byl teolog a farář Českobratrské církve evangelické a vězeňský kaplan.

## Život
Pocházel z tradičně evangelické toleranční rodiny. Na konci války se rodina stěhovala z Brna do Kutné Hory z obav před bombardováním. Po válce byl poslán do několika ozdravoven. Roku 1956 začal studovat, podle tradice, jako nejstarší ze čtyř dětí, teologii. Když podával přihlášku, uvádí humornou příhodu, že až tehdy zjistil, že byl přihlášen v SSM.
Vikariát vykonal ve sboru v Benešově. Zde na lesní brigádě potkal svou pozdější ženu Annu.
Po vojenské službě v Českých Budějovicích byl vikářem pro Kaplici a Tábor, v letech 1967–1968 se mu naskytla možnost studovat na Westminster College, za podmínky, že bude delegátem Křesťanské mírové konference v dubnu 1968. Roku 1969 navázal kontakty s holandskými evangelíky, kteří následně českou církev široce podporovali (a podpora trvá v různých oblastech dodnes). Působil jako farář v Praze-Vršovicích, než mu byl komunistickými orgány odebrán na sedmnáct let souhlas. Následně se živil v dělnických profesích (ve skladu ČKD, potom řezač materiálu v kovárně, pak jako topič ve sklepě hotelu Palace v centru Prahy). Roku 1972 byl odsouzen na patnáct měsíců do vězení za podvracení republiky. Před Vánoci 1973 byl propuštěn. Pracoval pak jako noční vrátný, později jako čistič bot a pracoval také jako skladník. Roku 1976 se mu naskytla příležitost získat místo v podniku Kancelářské stroje. V roce 1989 mu byl souhlas vrácen a mohl pracovat jako farář v Praze na Vinohradech. V závěru své profesní dráhy pracoval na Ministerstvu obrany ČR na založení Vojenské duchovní služby. Žil v Praze-Libni.

## Rodina
Byl ženatý a měl dvě děti.